# 岡本哲司
岡本 哲司（おかもと てつじ、1961年3月15日 - ）は、和歌山県有田郡金屋町（現：有田川町）出身の元プロ野球選手（捕手）、野球指導者。右投右打。

## 来歴・人物

### プロ入り前
和歌山県立吉備高校（現在の有田中央高校）では、捕手であったにもかかわらず、チーム事情で投手として起用。1年下のチームメートに、藤村雅人投手がいた。
3年生だった1978年には、第50回選抜高等学校野球大会に出場。岐阜高校との1回戦に先発で登板したものの、チームは初戦で敗退した。夏の選手権和歌山県大会では、決勝で箕島高校と対戦したが、石井毅 - 嶋田宗彦の2年生バッテリーの前に完封負けを喫した。
高校卒業後に神戸製鋼へ入社すると、捕手に復帰。1984年の都市対抗に出場すると、その年のドラフト会議で、横浜大洋ホエールズから6位で指名された。ただし、会社側の事情などから、実際の入団は翌1985年の11月にまで持ち越された。この年は都市対抗野球に補強選手で出場、日本選手権でベスト4。

### プロ入り後
1986年には、シーズン終盤の一軍公式戦5試合で、スタメンマスクを任された。しかし、打力に課題もあって当時の一軍捕手陣に若菜嘉晴や市川和正などがいたことから、3番手以降の捕手に留まると谷繁元信の入団でさらに出番は減った。
1990年には、公式戦開幕直後の4月に、二村忠美との交換トレードでプロ入り時の近藤貞雄監督が率いる日本ハムファイターズに移籍。しかし、移籍後も控え捕手の域を脱しなかった。
1996年には二軍バッテリーコーチ補佐を兼務したが、一軍公式戦への出場機会がないまま、シーズン終了後に現役を引退した。

### 現役引退後
1997年から二軍バッテリーコーチ。
2003年から2006年まで二軍監督を歴任した。二軍監督時代には、後の主力選手である糸井嘉男・武田久・田中賢介・小谷野栄一などを育てることで、当時低迷していたチームの再建に貢献。ダルビッシュ有も、入団1年目の2005年に、シーズン途中で一軍へ昇格するまで岡本の指導を受けていた。2005年に日本ハムの2軍投手コーチに就任した佐藤義則に岡本が武田久を「壊れてもいいから徹底的に見れてやってくれ」と言い、佐藤は武田と話し合いしやりたい方向に助言をし、武田は一軍の抑えのエースに成長した。
2008年に横浜ベイスターズの二軍ディレクターへ就任。
2009年には、6月8日からシーズン終了まで一軍総合コーチを務めた後に、11月1日付で編成部長に就任した。
2011年に一軍総合コーチへ復帰したものの、チームが最下位に低迷したことから、シーズン終了後に球団からコーチ契約の解除を通告された。
2013年には信濃グランセローズ監督、2014年からはオリックス・バファローズの二軍監督を歴任。2015年限りでオリックスを退団してからは、プロ野球経験者による高校・大学野球の指導に必要な学生野球資格の回復に向けて、研修会へ参加した。
2016年には、2月2日付で、日本学生野球協会から学生野球資格回復の適性認定を受けた。さらに、故郷の和歌山県で4月9日から和歌山南陵高等学校が開校したことを機に、「野球王国の和歌山県に貢献したい」という意向で硬式野球部の監督へ就任。部員と共に寮生活を送りながら、「個性を生かした育成」をモットーに、高校生を初めて指導している。NPBの球団で（一・二軍を問わず）監督を経験した人物が、退任後に高校野球の監督を常勤することは異例で、和歌山県内の高校では初めてである。
2018年春にいったん退任し、高校時代の恩師・林宣男が夏の采配を執ったが、新チームになって復帰。
2021年1月25日、四国アイランドリーグplusの徳島インディゴソックスに球団戦略アドバイザー兼コーチとして就任することが発表された。後述の通り、岡本の子息が前年徳島に所属しており、その縁で声がかかったとコメントしている。
2022年1月20日、徳島の監督に就任することが発表された。就任初年度に後期優勝を達成したが、年間総合優勝を決めるリーグチャンピオンシップは高知ファイティングドッグスに敗れた。2023年は前後期を連覇し、リーグチャンピオンシップでも年間勝率2位の愛媛マンダリンパイレーツに勝利して、チームとして3年ぶりの年間総合優勝を達成した。グランドチャンピオンシップは、準々決勝（対富山GRNサンダーバーズ）には勝利したが、準決勝（対埼玉武蔵ヒートベアーズ）には敗退した。シーズン終了後、リーグの2023年シーズン最優秀監督に選出された。2024年も徳島を前後期連覇に導いたが、前年と同じく年間勝率2位の愛媛と対戦したリーグチャンピオンシップには敗退した。2年連続の年間総合優勝はならなかったものの、シーズン終了後に前年に続きリーグの最優秀監督に選出された。

## 家族
長男の直樹は、千葉商科大学を経て、実父の哲司が信濃の監督へ就任する直前（2012年11月30日）にBCリーグのドラフト会議で同球団から通常枠で指名。哲司の現役時代と同じ捕手として1シーズン在籍した後に、2014年から2015年までBASEBALL FIRST LEAGUEの兵庫ブルーサンダーズに入団して2015年には、球団史上初の副キャプテンを務めた。2016年にはBCリーグの富山GRNサンダーバーズに入団した（同年で退団）。
また、三男の良樹は専修大学から2020年の1シーズン徳島インディゴソックスに所属した。

## 詳細情報

### 年度別打撃成績
| 年 度     | 球 団     | 試 合 | 打 席 | 打 数 | 得 点 | 安 打 | 二 塁 打 | 三 塁 打 | 本 塁 打 | 塁 打 | 打 点 | 盗 塁 | 盗 塁 死 | 犠 打 | 犠 飛 | 四 球 | 敬 遠 | 死 球 | 三 振 | 併 殺 打 | 打 率 | 出 塁 率 | 長 打 率 | O P S |
| --------- | --------- | ----- | ----- | ----- | ----- | ----- | -------- | -------- | -------- | ----- | ----- | ----- | -------- | ----- | ----- | ----- | ----- | ----- | ----- | -------- | ----- | -------- | -------- | ----- |
| 1986      | 大洋      | 18    | 20    | 19    | 1     | 4     | 1        | 0        | 0        | 5     | 1     | 0     | 0        | 0     | 0     | 1     | 0     | 0     | 1     | 2        | .211  | .250     | .263     | .513  |
| 1987      | 大洋      | 18    | 14    | 12    | 1     | 1     | 0        | 0        | 0        | 1     | 0     | 0     | 0        | 0     | 0     | 1     | 0     | 1     | 4     | 1        | .083  | .214     | .083     | .298  |
| 1988      | 大洋      | 17    | 21    | 20    | 2     | 2     | 0        | 0        | 0        | 2     | 0     | 0     | 0        | 1     | 0     | 0     | 0     | 0     | 1     | 1        | .100  | .100     | .100     | .200  |
| 1989      | 大洋      | 6     | 7     | 7     | 1     | 2     | 1        | 0        | 0        | 3     | 2     | 0     | 0        | 0     | 0     | 0     | 0     | 0     | 0     | 0        | .286  | .286     | .429     | .714  |
| 1990      | 日本ハム  | 4     | 9     | 8     | 1     | 1     | 0        | 0        | 0        | 1     | 1     | 0     | 0        | 0     | 1     | 0     | 0     | 0     | 1     | 0        | .125  | .111     | .125     | .236  |
| 1991      | 日本ハム  | 11    | 8     | 8     | 2     | 4     | 0        | 0        | 0        | 4     | 1     | 0     | 0        | 0     | 0     | 0     | 0     | 0     | 1     | 0        | .500  | .500     | .500     | 1.000 |
| 1992      | 日本ハム  | 6     | 13    | 13    | 0     | 2     | 0        | 0        | 0        | 2     | 0     | 0     | 0        | 0     | 0     | 0     | 0     | 0     | 2     | 1        | .154  | .154     | .154     | .308  |
| 1993      | 日本ハム  | 2     | 0     | 0     | 0     | 0     | 0        | 0        | 0        | 0     | 0     | 0     | 0        | 0     | 0     | 0     | 0     | 0     | 0     | 0        | ----  | ----     | ----     | ----  |
| 1994      | 日本ハム  | 7     | 8     | 8     | 0     | 0     | 0        | 0        | 0        | 0     | 0     | 0     | 0        | 0     | 0     | 0     | 0     | 0     | 3     | 0        | .000  | .000     | .000     | .000  |
| 通算：9年 | 通算：9年 | 89    | 100   | 95    | 8     | 16    | 2        | 0        | 0        | 18    | 5     | 0     | 0        | 1     | 1     | 2     | 0     | 1     | 13    | 5        | .168  | .192     | .189     | .381  |

### 年度別守備成績
| 年 度 | 試 合 | 企 図 数 | 許 盗 塁 | 盗 塁 刺 | 阻 止 率 |
| ----- | ----- | -------- | -------- | -------- | -------- |
| 1986  | 18    | 13       | 12       | 1        | .077     |
| 1987  | 16    | 3        | 1        | 2        | .667     |
| 1988  | 17    | 7        | 6        | 1        | .143     |
| 1989  | 6     | 5        | 1        | 4        | .800     |
| 1990  | 4     | 3        | 2        | 1        | .333     |
| 1991  | 11    | 1        | 1        | 0        | .000     |
| 1992  | 5     | 4        | 2        | 2        | .500     |
| 1993  | 2     | 0        | 0        | 0        | -        |
| 1994  | 7     | 0        | 0        | 0        | -        |
| 通算  | 86    | 36       | 25       | 11       | .306     |

### 記録
- 初出場：1986年6月3日、対広島東洋カープ8回戦（横浜スタジアム）、6回表に若菜嘉晴に代わり捕手として出場
- 初打席・初安打：同上、7回裏に川口和久から単打
- 初先発出場：1986年10月5日、対ヤクルトスワローズ26回戦（横浜スタジアム）、8番・捕手として先発出場
- 初打点：1986年10月17日、対中日ドラゴンズ26回戦（横浜スタジアム）、2回裏に平沼定晴から適時二塁打

### 背番号
- 39 （1986年 - 1990年途中）
- 28 （1990年途中 - 1996年）
- 80 （1997年 - 2006年、2013年）
- 82 （2009年、2011年、2021年 - ）
- 77 （2014年 - 2015年）